# طه المتوكل
طه أحمد المتوكل سياسي يمني هو وزير الصحة العامة والسكان في حكومة الإنقاذ الوطني برئاسة عبد العزيز بن حبتور التابعة للمجلس السياسي الأعلى في سلطة صنعاء منذ 10 نوفمبر 2018.